# Wolfgang Otto (General)
Wolfgang Otto (* 15. März 1947 in Verden; † 22. April 2025 in Meckenheim) war ein Generalleutnant des Heeres der Bundeswehr und zuletzt Befehlshaber des Heeresführungskommandos.

## Leben
Nach dem Abitur trat Otto 1967 als Offizieranwärter in den Dienst der Bundeswehr und wurde bis 1970 in der Panzergrenadiertruppe ausgebildet. Von 1970 bis 1971 diente er als Offizier für militärisches Nachrichtenwesen (S2) im Stab des Panzergrenadierbataillons 72 in Hamburg und übernahm anschließend bis 1974 einen Zug desselben Bataillons. Danach wurde Otto nach Cuxhaven versetzt und diente dort von 1974 bis 1978 als Kompaniechef im Panzergrenadierbataillon 71. Im Anschluss daran absolvierte er von 1978 bis 1980 den Generalstabslehrgang an der Führungsakademie der Bundeswehr in Hamburg und diente danach von 1980 bis 1982 als Abteilungsleiter Logistik (G4) im Stab der Panzerbrigade 3 in Nienburg. Diese Verwendung wurde durch den Besuch des Defence Services Staff College im indischen Wellington unterbrochen (1982 bis 1983). Zurück in Deutschland diente Otto in der Nienburger Brigade 1983 als Abteilungsleiter Operationen (G3). Während dieser Zeit besuchte er auch die indische University of Madras und erhielt dort am 22. Juni 1984 einen Master of Science in Defence Studies.
Von 1986 bis 1988 führte er als Oberstleutnant das Panzergrenadierbataillon 13 in Wesendorf. Danach führte ihn eine Verwendung als Dozent für Truppenführung für zwei Jahre zurück nach Hamburg an die Führungsakademie. 1990 wurde er ins Bundesministerium der Verteidigung nach Bonn versetzt und diente dort als Referent in der Personalabteilung und war bis 1991 zuständig für Grundsatzangelegenheiten der Offiziere des Heeres. Anschließend diente er für zwei Jahre, bis 1993, als Abteilungsleiter Operationen im Stab des III. Korps in Koblenz unter dem Kommando von Generalleutnant Peter Heinrich Carstens. In dieser Verwendung wurde ihm am 25. Mai 1993 das Ehrenkreuz der Bundeswehr in Gold verliehen. Nach dieser Verwendung wechselte Otto wieder ins Verteidigungsministerium nach Bonn und diente dort von 1993 bis 1995 als Referatsleiter im Führungsstab der Streitkräfte unter dem Generalinspekteur Klaus Naumann. Von 1995 bis 1999 leitete er das Referat für Grundsatzangelegenheiten der Offiziere des Heeres in der Personalabteilung, in dem er schon 1990 als Referent tätig gewesen war.
1999 übernahm Otto als Oberst wieder ein Truppenkommando, die Panzergrenadierbrigade 41 in Eggesin, die er für ein Jahr führte. Im Jahr 2000 wurde er abermals in das Verteidigungsministerium versetzt und diente dort bis 2002 als Unterabteilungsleiter (Grundsätze militärische Personalführung und Einzelpersonalführung Generale und Oberste) in der Abteilung Personal-, Sozial-, Zentralangelegenheiten, der er im Anschluss bis 2005 als stellvertretender Abteilungsleiter vorstand. Am 27. Juni 2005 übernahm er in Koblenz, zum Generalleutnant ernannt, das Heeresführungskommando, das er am 16. März 2009 an Carl-Hubertus von Butler übergab.
Nach der Entbindung vom Kommando als Befehlshaber des Heeresführungskommandos wurde Otto im Beisein des Bundesministers der Verteidigung, Franz Josef Jung, sowie des Generalinspekteurs der Bundeswehr, General Wolfgang Schneiderhan, mit einem Großen Zapfenstreich in den Ruhestand verabschiedet. Zudem wurde er an diesem Tag für seine Verdienste mit dem Verdienstkreuz 1. Klasse des Verdienstordens der Bundesrepublik Deutschland ausgezeichnet.
Von 2009 bis 2016 war Otto Vorstandsvorsitzender der Evangelischen Arbeitsgemeinschaft für Soldatenbetreuung. Er war Mitglied der Clausewitz-Gesellschaft.
Otto war verheiratet und hatte drei Kinder.